# Rushton (Northamptonshire)
Rushton – wieś w Anglii, w hrabstwie Northamptonshire, w dystrykcie (unitary authority) North Northamptonshire. Leży 24 km na północny wschód od miasta Northampton i 112 km na północny zachód od Londynu. Miejscowość liczy 452 mieszkańców.